# Sturmgeschütz III
Lo Sturmgeschütz III, denominazione spesso abbreviata in StuG III, è stato un cannone d'assalto in dotazione all'esercito tedesco durante la seconda guerra mondiale, ricavato dallo scafo del carro armato medio Panzer III.
L'installazione dell'armamento principale in casamatta anziché in una torretta girevole, benché rendesse il sistema d'arma meno efficace di un carro armato, rendeva il veicolo di più facile produzione e più economico. L'idea del cannone d'assalto venne concepita dal colonnello (poi generale) von Manstein nel 1935 come modo di fornire appoggio di artiglieria ravvicinato alle unità di fanteria per l'eliminazione di ostacoli non protetti (per esempio: nidi di mitragliatrici, fortini, armi controcarro, ecc.), quindi originariamente gli Sturmgeschütz non erano destinati a impegnare i carri armati. Nel corso della guerra l'impiego tattico degli Sturmgeschütz venne modificato, e a partire dal 1942, oltre all'appoggio della fanteria furono impiegati come cacciacarri, lasciando il compito esclusivamente di appoggio alla fanteria agli Sturmhaubitze 42. Negli ultimi mesi della guerra, contrariamente al parere del generale Guderian, furono utilizzati tatticamente addirittura come carri armati.

## Origini
In seguito allo sviluppo della concezione tattica di impiego dell'artiglieria come supporto ravvicinato per la fanteria, nel 1936 la Daimler-Benz ricevette la commessa per lo sviluppo e la produzione di un mezzo di supporto alla fanteria armato con una bocca da fuoco da 75 mm. Le specifiche prevedevano che
- l'armamento avesse una gittata di almeno 6 chilometri;
- la corazzatura frontale avesse uno spessore tale che non fosse perforabile da un proietto da 37 mm ad una distanza di 500 m;
- fosse di peso e dimensioni contenuti (non avrebbe dovuto essere più alto di un uomo di statura media);
- armamento tale da assicurare un'adeguata copertura alla fanteria e capacità di impegnare mezzi blindati.

La Daimler-Benz per realizzare il mezzo utilizzò lo scafo, le sospensioni e il gruppo di rotolamento del carro Panzer III Ausf. E che aveva già in produzione.

## Tecnica
Lo Sturmgeschütz III usava lo scafo, il treno di rotolamento e la motorizzazione del Panzer III, la parte superiore con l'anello di torretta era stata sostituita da una casamatta in cui era alloggiato l'armamento principale un cannone StuK L/24 da 75 mm ("cannone d'assalto lungo 24 calibri"; secondo la terminologia italiana, la bocca da fuoco sarebbe stata classificata come obice e non come cannone). Nella prima versione il mezzo era privo di armamento secondario. L'equipaggio alloggiava nella casamatta, in cui entrava da due ampi portelloni posti posteriormente sul cielo della casamatta stessa. Le sistemazioni generali erano quelle del Panzer III, con il motore posteriore e gli organi di trasmissione anteriori (davanti al compartimento di combattimento).

## Lo sviluppo degli Sturmgeschütz III

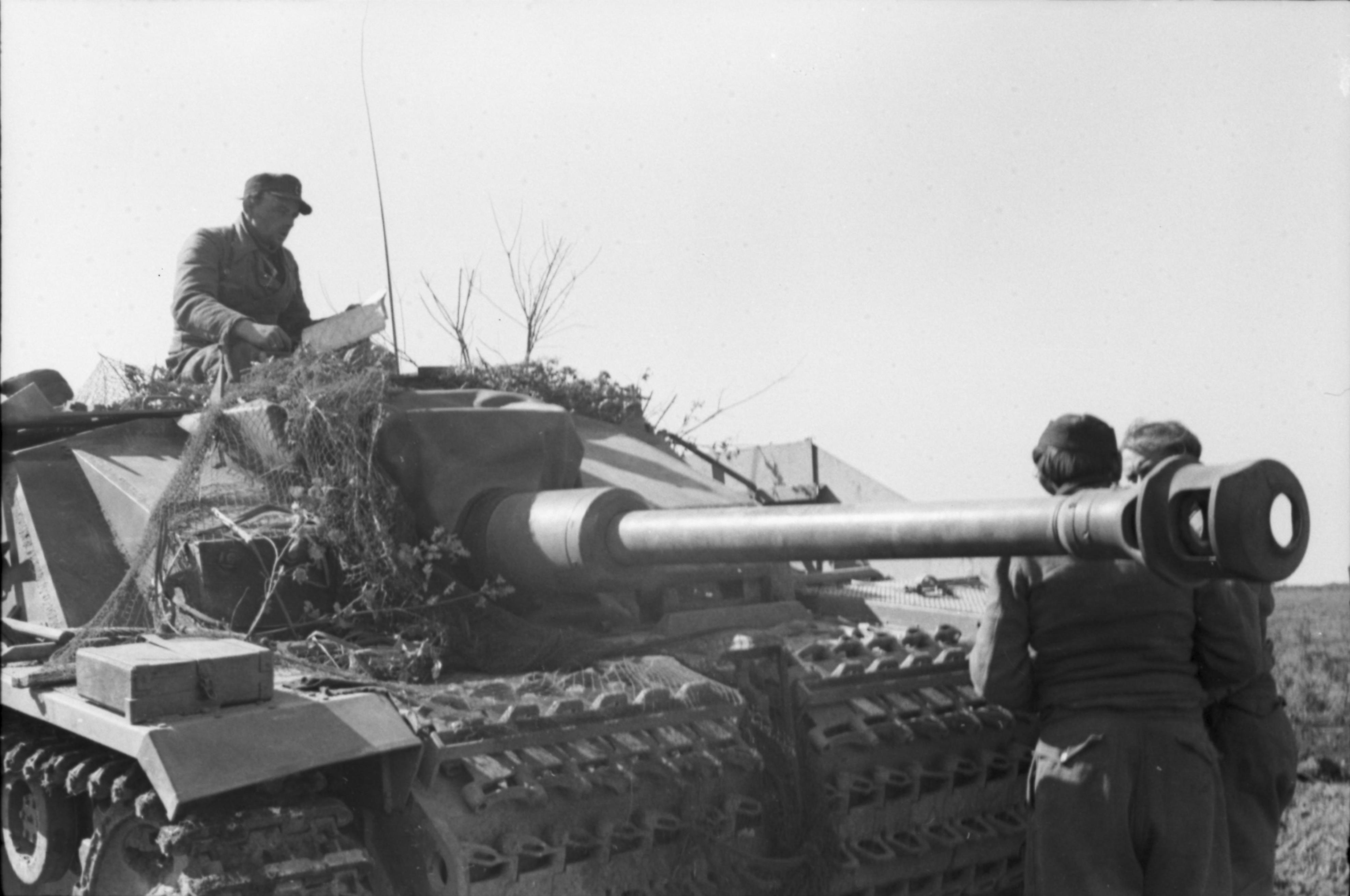
StuG III sul fronte italiano.

Lo Sturmgeschütz III passò senza modifiche dalla produzione di prototipi al primo modello operativo (Ausführung A), che fu distribuito quanto prima ai reparti operativi per avere un feedback. I primi esemplari lasciarono le catene di montaggio della Alkett ai primi di agosto del 1940. Tuttavia, già a novembre, dopo che erano stati elaborati i commenti sia sui prototipi (utilizzati operativamente in Francia) sia sul modello A, iniziò la produzione dell'Ausf. B. La principale differenza dall'Ausf. A era data dal nuovo sistema di sospensioni e dai cingoli, la cui larghezza era stata portata a 400 mm, ed utilizzando le componenti meccaniche del PzKpfw III Ausf. H. L'aumentata larghezza dei cingoli e l'aumento di potenza del motore (ora un Maybach HL 120 TRM) permisero di portare il peso del veicolo a 21,8 t, aumentando la sua mobilità.
Nel 1941 iniziò la produzione dello StuG III Ausf. C, seguito, con lievi modifiche, dai modelli D ed E; le commesse per questi veicoli passarono dalla Daimler Benz direttamente alla Alkett. La produzione proseguì fino all'autunno 1942, per un totale di circa 450 veicoli dei tre tipi.
Dopo la comparsa sul campo di battaglia dei T-34 sovietici fu chiaro che l'armamento dei veicoli corazzati dell'epoca doveva essere rivisto, e quindi che un pezzo come il 7,5 cm StuK L/24, con la sua bassa velocità iniziale, non funzionava contro i nuovi carri e ci fu una corsa a installare cannoni più potenti. Come era successo al Panzer IV, anche lo StuG III ebbe un cannone da 75 mm lungo, capace di impegnare i carri russi, e poi sullo Sturmgeschütz 40 Ausf. F fu installato il cannone 7,5 cm StuK 40 L/43 (montato sui Panzer IV Ausf. F2 e G); questa arma aveva sia la capacità di impegnare fanterie con proiettili ad alto esplosivo, sia quella di impegnare veicoli corazzati con proiettili perforanti o, dopo la loro introduzione, a carica cava; un problema fu che le munizioni per il cannone lungo erano più ingombranti di quelle del corto, quindi nel nuovo modello fu necessario dedicare maggiore spazio alle riservette delle munizioni; dato anche il maggior volume dei fumi di combustione, fu aggiunto sul tetto della casamatta un ventilatore per estrarli dalla camera di combattimento. Oltre a potenziarne l'armamento, si aumentò anche la protezione per l'equipaggio con una piastra da 30 mm sul frontale dello scafo. Questo veicolo fu costruito in 119 esemplari. Nonostante l'introduzione della corazzatura laminata, gli StuG 40 Ausf. E erano scarsamente protetti, soprattutto lateralmente, quindi si sostituì lo scafo base con quello del PzKpfw III Ausf. L, e in occasione della riprogettazione totale che ne conseguì il cannone fu sostituito con il 7,5 cm StuK 40 L/48, lo stesso montato sul PzKpfw IV Ausf. H e J. Con questo armamento lo StuG III fece un ulteriore passo avanti nel suo impiego tattico, diventando praticamente un cacciacarri invece di un semovente d'appoggio della fanteria. Il nuovo StuG 40 Ausf. F/8, che aveva anche un nuovo motore, il Maybach HL 120TRM Ausf. A. L'altezza passò a 2150 mm. La modifica dell'impegno tattico impose anche l'aggiunta di un armamento secondario (non necessario finché il veicolo doveva operare a stretto contatto della fanteria), quindi il veicolo fu dotato di una MG 34, che richiedeva che uno dei membri dell'equipaggio per sparare si sporgesse dal portellone superiore.

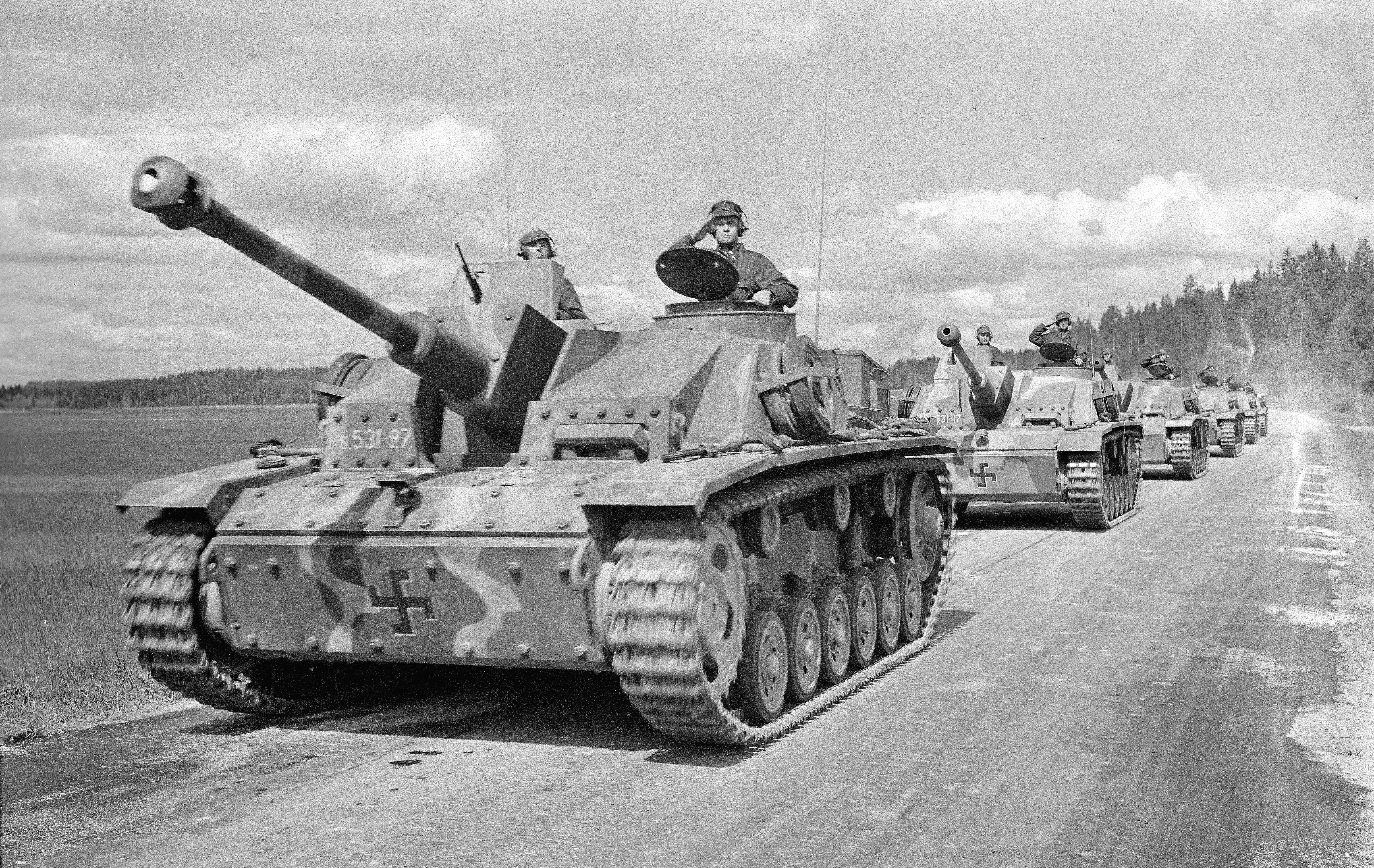
Sturmgeschütz III Ausf. G finlandese

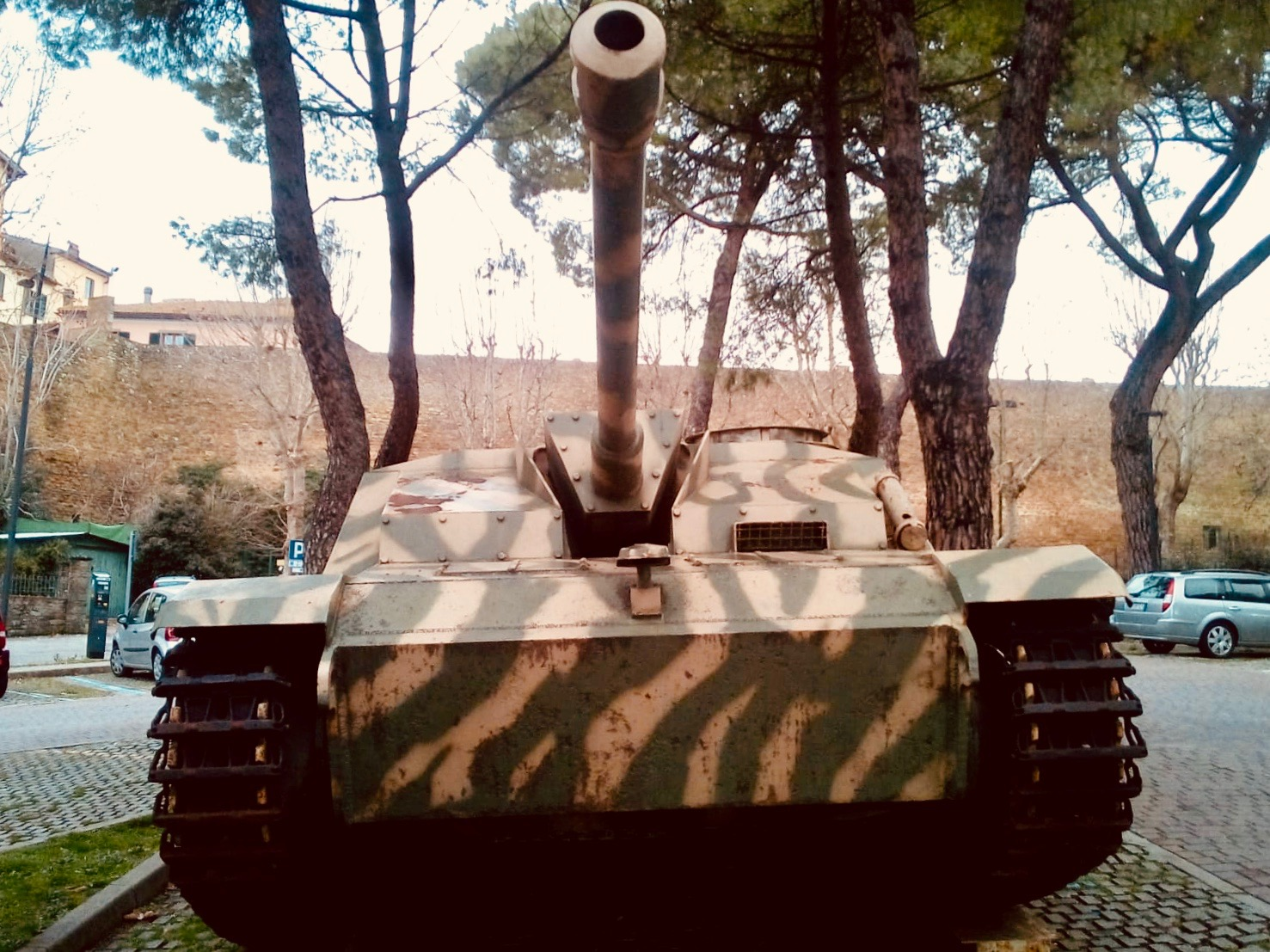
Castiglion Fiorentino (AR). L'esemplare (vedi paragrafo successivo) è del 1942. Ristrutturato nel 1993 è oggi in un parcheggio pubblico.

Le necessità di spazio entro il vano di combattimento per l'equipaggio e per le munizioni (lo StuG 40 Ausf. F/8 portava solo 44 colpi), impose una casamatta allargata fino a comprendere le coperture dei cingoli, eliminando così gran parte delle trappole per i colpi sul mezzo, e spostando il ventilatore sulla piastra posteriore della camera di combattimento. Esternamente fu aggiunto un supporto per la mitragliatrice ed una piastra mobile per proteggere il servente. Il nuovo Sturmgeschütz 40 Ausf. G fu il modello finale, costruito in più di 7000 esemplari. L'unica modifica portata senza modificarne né la denominazione né le caratteristiche generali, fu la sostituzione del mantelletto del cannone, saldato e di forma prismatica, con la cosiddetta Saukopf (testa di scrofa), una struttura fusa che assicurava maggiore omogeneità e riduceva le trappole per colpi.
La linea di sviluppo degli StuG III come cacciacarri aveva portato ad un'arma non più ottimizzata per l'impegno di bersagli scarsamente protetti, ma alla funzione controcarri. Per questo motivo fu necessario progettare un'arma che svolgesse la funzione tattica precedentemente svolta dai cannoni d'assalto, quindi sullo scafo dello StuG 40 Ausf F fu impostato un mezzo armato con l'obice 10,5 cm StuHb42 L/28 (Obice da 105/28), denominato Sturmhaubitze 42 Ausf. F, che ebbe la funzione tattica avuta in precedenza dagli StuG III; quando la produzione di scafi Ausf. F terminò, lo Sturmhaubitze 42 assunse la denominazione Ausf. G.
C'era poi lo Sturmgeschütz lange 7,5 cm Kanone L/33, cioè uno StuG III armato con un cannone 75/33, intermedio fra i modelli E ed F. Questo mezzo è esistito solo in una foto, pesantemente ritoccata dalla censura, che mostrava uno StuG III Aus. F a cui era stato accorciato il cannone. Questa foto suscitò molte illazioni in campo alleato, ed ancora negli anni sessanta veniva indicata come prova di un veicolo di transizione fra l'Ausf. E e l'Ausf. F, in realtà mai esistito.

## Impiego bellico dello Sturmgeschütz III
La prima unità a ricevere gli StuG III fu la Sturmbatterie 640 (640ª batteria d'assalto), che ebbe i veicoli prototipo (prima che fosse prodotto l'Ausf. A), che il 10 aprile 1940 fu inserita negli organici dell'Infanterie regiment Grossdeutschland (nucleo originario della divisione e poi corpo d'armata Grossdeutschland), ridenominata 16 Sturmbatterie. la 16 Sturmbatterie entrò in combattimento (prima unità di StuG III ad impegnare il nemico) l'11 maggio 1940 nel villaggio di Villers, nell'area di Sedan, dove impegnò truppe di cavalleria francese, distruggendo completamente il battaglione da ricognizione che contrastava l'avanzata. Il positivo risultato di questo combattimento rese gli StuG III molto popolari fra la fanteria tedesca. Gli StuG III furono utilizzati anche nella campagna dei Balcani (Operazione Marita) e nelle prime settimane dell'Operazione Barbarossa (invasione dell'Unione Sovietica), con risultati positivi finché erano impegnati da fanteria, ma con gravi manchevolezze quando erano impegnati da forze corazzate, considerando sia la minore protezione sia l'armamento inferiore rispetto ai T-34 ed ai KV 1.
Con l'entrata in servizio dello StuG 40 l'impiego di questi mezzi si diffuse su tutti fronti in cui erano presenti le forze tedesche, quindi i vari modelli operarono in Italia, Francia, Unione Sovietica e, alla fine della guerra anche in Germania. Inizialmente inquadrati come batterie d'artiglieria, gli StuG a partire dal 1942 furono inquadrati nei reparti anticarro e, dalla seconda metà del 1944 in poi, furono addirittura inquadrati nei Panzerabteilung (battaglioni carri) nelle divisioni corazzate.
Gli StuG III furono dati anche ad alcuni stati alleati. In particolare in Italia dovevano equipaggiare il reparto controcarri della 1ª Divisione corazzata "M", poi ribattezzata "Centauro II", ed un certo numero di veicoli erano già operativi con la divisione a nord di Roma. Dopo l'8 settembre furono riacquisiti dalla Wehrmacht ed utilizzati nella campagna d'Italia.

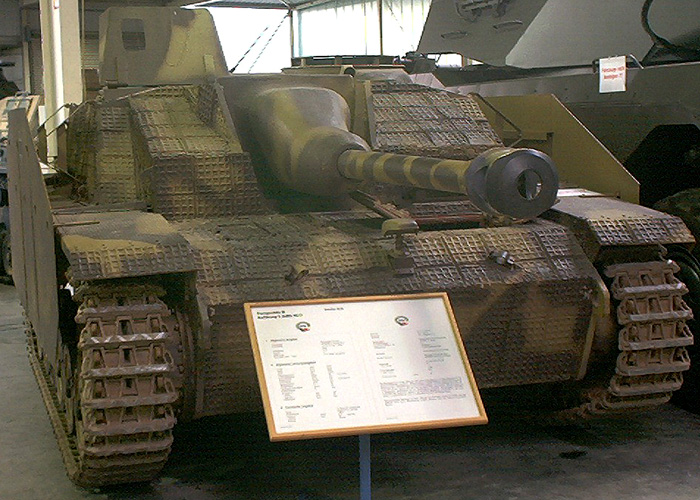
Lo StuG III Ausf. G

Almeno uno di loro è sopravvissuto. Trovato nella località Le Capanne nel maggio 1990, è stato restaurato dalla locale associazione carristi ed esposto in piazza Garibaldi a Castiglion Fiorentino dal 1993. Esso è un modello costruito fra il 1942 ed il 1945, ha placche da 30 e 50 mm e un cannone da 75 mm lungo. Attualmente è un monumento per i carristi caduti di tutte le guerre, sistemato su una piattaforma di cemento inclinata.
Oltre l'Italia anche la Finlandia ebbe una sessantina di StuG III Ausf. G, alcuni dei quali sono sopravvissuti e sono in mostra al Museo di Parola; i mezzi furono impiegati in forza alla Panssaridivisioona durante gli scontri della guerra di continuazione e della guerra di Lapponia.

## Altri utilizzatori
- Romania: 108 StuG III consegnati dalla Germania tra il 1943 e il 1944 e messi in forza alla Divizia 1 Blindată[3].
- Bulgaria: 55 StuG III consegnati dalla Germania tra il 1943 e il 1944
- Finlandia
- Ungheria
- Italia: 12 carri StuG IIIG ceduti alla 1ª Divisione corazzata "M", restituiti il 16 settembre 1943.
- Norvegia: mezzi catturati ai tedeschi, in servizio dal 1947 al 1951[4]
- Spagna: nel 1943 ricevette 10 esemplari, in servizio fino al 1954
- Svezia: uno StuG III D ricevuto dalla Norvegia nel 1947 per prove e test di resistenza alle mine, uno StuG III G usato per cannibalizzare parti di ricambio[5]
- Siria
- Turchia
- Unione Sovietica: mezzi di preda bellica per test
- Jugoslavia